# Wyr rewoluciji
Wyr rewoluciji – almanach literacko-artystyczny wydany w Jekaterynosławiu w lipcu 1921 roku. Jego pomysłodawcami byli Walerian Poliszczuk, Petro Jefremow, Walerian Pidmohylnyj. Wydrukowano jedynie 1440 egzemplarzy pisma.

## Historia
Podstawę dla jego stworzenia stanowiły teksty W. Poliszczuka, które pierwotnie napisał do drugiego numeru czasopisma grupy literackiej Hrono (poemat Buntar, zbiorek poezji, oraz artykuł Dynamizm u suczasnij ukrajinśkij poeziji).  Zostały do nich dodane opowiadanie W. Pidmohylnego W epidemicznomu baraci oraz krytyka P. Jefremowa (omówienia wierszy Poet czariw noczi oraz Wid jasnoji pannoczky do Uolta Ujitmena wydrukowane pod pseudonimami W. Junosza oraz P. Tromow).
Znalazły się w nim również wiersze W. Czumaka, M. Tereszczenki, H. Szkurupija, opowiadanie W. Gadzinśkiego, artykuł A. Petryćkiego Suczasne mystectwo i malarstwo (który, tak jak artykuł W. Poliszczuka, poruszał temat rozwoju nowej rewolucyjnej poezji i sztuki). 
W almanachu zostały umieszczone prace znanych kijowskich artystów. Okładka została wykonana według projektu Wiaczesława Lewandowśkiego, frontyspis był autorstwa Marka Kyrnarśkiego, winietki zaprojektowane przez Heorhija Narbuta.
W almanachu wydzielona była strona dla początkujących pisarzy-robotników zatytułowana „robotnicza storinka”. Jeden z jego rozdziałów poświęcony był bibliografii. W rubryce „Kulturna chronika” umieszczone były informacje o m.in. pracach przygotowywanych przez P. Jefremowa do druku.  